# Dysdera pectinata
Dysdera pectinata là một loài nhện trong họ Dysderidae.
Loài này thuộc chi Dysdera. Dysdera pectinata được Christa Deeleman-Reinhold miêu tả năm 1988.